# 지미 오코넬 (야구인)
제임스 조지프 오코넬(영어: James Joseph O'Connell, 1901년 2월 11일~1976년 11월 11일)은 미국의 프로 야구 선수로, 포지션은 외야수였다. 1923년부터 1924년까지 통산 2시즌 동안 메이저 리그 베이스볼(MLB)의 뉴욕 자이언츠에서 뛰었다.

## 생애
오코넬은 미국 캘리포니아주 새크라멘토에서 태어났으며, 18살에 퍼시픽 코스트 리그에서 프로 야구 선수로 데뷔했다. 1921년과 1922년에 샌프란시스코 실스에서 뛰며 .330 이상의 타율을 기록했다. 1923년과 1924년 뉴욕 자이언츠에서 백업 외야수로 뛰었다.
1924년 뉴욕 자이언츠는 폴로 그라운즈에서의 정규 시즌 마지막 시리즈에서 필라델피아 필리스와 맞붙었으며, 브루클린 다저스와 리그 우승 경쟁 중이었다. 이때 오코넬이 필라델피아의 유격수 하이니 샌드에게 500달러(오늘날 화폐 가치로 7,550달러)에 고의적으로 경기에서 져줄 것을 부탁했다. 샌드는 오코넬의 제안을 거절하고 이를 아트 플레처 필라델피아 감독에게 보고했으며, 케네소 마운틴 랜디스 커미셔너는 오코넬과 코지 돌란 뉴욕 자이언츠 코치에게 영구 제명 조치를 내렸다. 후일 명예의 전당에 헌액되는 프랭키 프리시, 조지 켈리, 로스 영스 또한 이 불미스러운 일에 연관되어 있다는 의심이 있었다. 2024년 투쿠피타 마카노가 있기 전까지 오코넬은 메이저 리그에서 도박과 관련해 영구 제명된 마지막 사례였다.
오코넬은 통산 2시즌 동안 모두 139경기에 출전해 356타수 96안타로 타율 .270, 66득점, 8홈런, 57타점, 45볼넷을 기록했다. 통산 수비율은 .974였다.